# Kampania duńska
Kampania duńska (niem. Weserübung-Süd) – agresja hitlerowskich Niemiec na Królestwo Danii w dniu 9 kwietnia 1940. Atak był wstępem do kampanii norweskiej i pierwszą fazą operacji „Weserübung”. Uderzenie Wehrmachtu nastąpiło lądem, przez morze i z powietrza.

## Siły obu stron

### Wojska duńskie
Część oddziałów Dywizji Jutlandzkiej, w tym:
- IV batalion piechoty (1, 2 i 3 kompanie rowerowe uzbrojone w karabiny maszynowe Madsen M1903, 4 kompania motocyklowa uzbrojona w 4 działka 20 mm i lekkie karabiny maszynowe Madsen M1903)
- kompania ciężka II batalionu Fodfolkspionerkommandoet uzbrojona w 6 działek 20 mm i lekkie karabiny maszynowe Madsen M1903
- III batalion piechoty (1, 2 i 3 kompanie uzbrojone w lekkie karabiny maszynowe Madsen M1903, kompania ciężka uzbrojona w 4 ciężkie karabiny maszynowe i 2 średnie moździerze) – d-ca ppłk H. Elmgren
- 1 kompania przeciwpancerna 2 Pułku uzbrojona w 4 działka ppanc. 37 mm i 4 działka 20 mm
- 1 bateria artylerii 8 Batalionu Artylerii wyposażona w 4 działa polowe 75 mm – d-ca kpt. Kjartan Pedersen
- 14 Batalion Artylerii Przeciwlotniczej (1, 2 i 3 baterie wyposażone w 8 dział plot. 75 mm i 9 działek 20 mm)
- Słuchacze Szkoły Fodfolkspionerkommandoet: pluton działek 20 mm (2 działka i 1 lkm), pluton rowerowy (4 lkm), kompania piechoty (4 plutony, każdy wyposażony w 4 lkm)
- Słuchacze Szkoły Podoficerskiej

### Wojska niemieckie
XXXI Korpus Armijny pod dowództwem gen. Leonharda Kaupischa w składzie:
- 170 Dywizja Piechoty (391, 399 i 401 Pułki Piechoty, 240 Batalion Artylerii Lekkiej, 240 Batalion Ppanc., 240 Batalion Saperów, 240 Batalion Łączności)
- 198 Dywizja Piechoty
- 11 Brygada Zmotoryzowana (40 Batalion Czołgów, 13 Zmotoryzowany Batalion Karabinów Maszynowych)

## Przed agresją
Po wybuchu II wojny światowej Dania ogłosiła neutralność i zawarła z III Rzeszą pakt o nieagresji.

### Przyczyna inwazji
Atak na Danię został zaplanowany jako część operacji „Weserübung” – niemieckiej inwazji na Norwegię. W celu zdobycia Norwegii, Niemcy potrzebowali przejąć kontrolę nad duńskim lotniskiem w mieście Aalborg, na północy Jutlandii. Po zdobyciu, Niemcy zamierzali użyć tego lotniska jako punktu dostarczającego wojsko i zaopatrzenie oraz punktu tankowania samolotów podczas ataku na Norwegię. Dodatkowo dowództwo Luftwaffe było przychylne okupacji Danii, aby poszerzyć system obrony lotniczej w kierunku północnym, utrudniając brytyjskim bombowcom naloty z północy na niemieckie miasta.

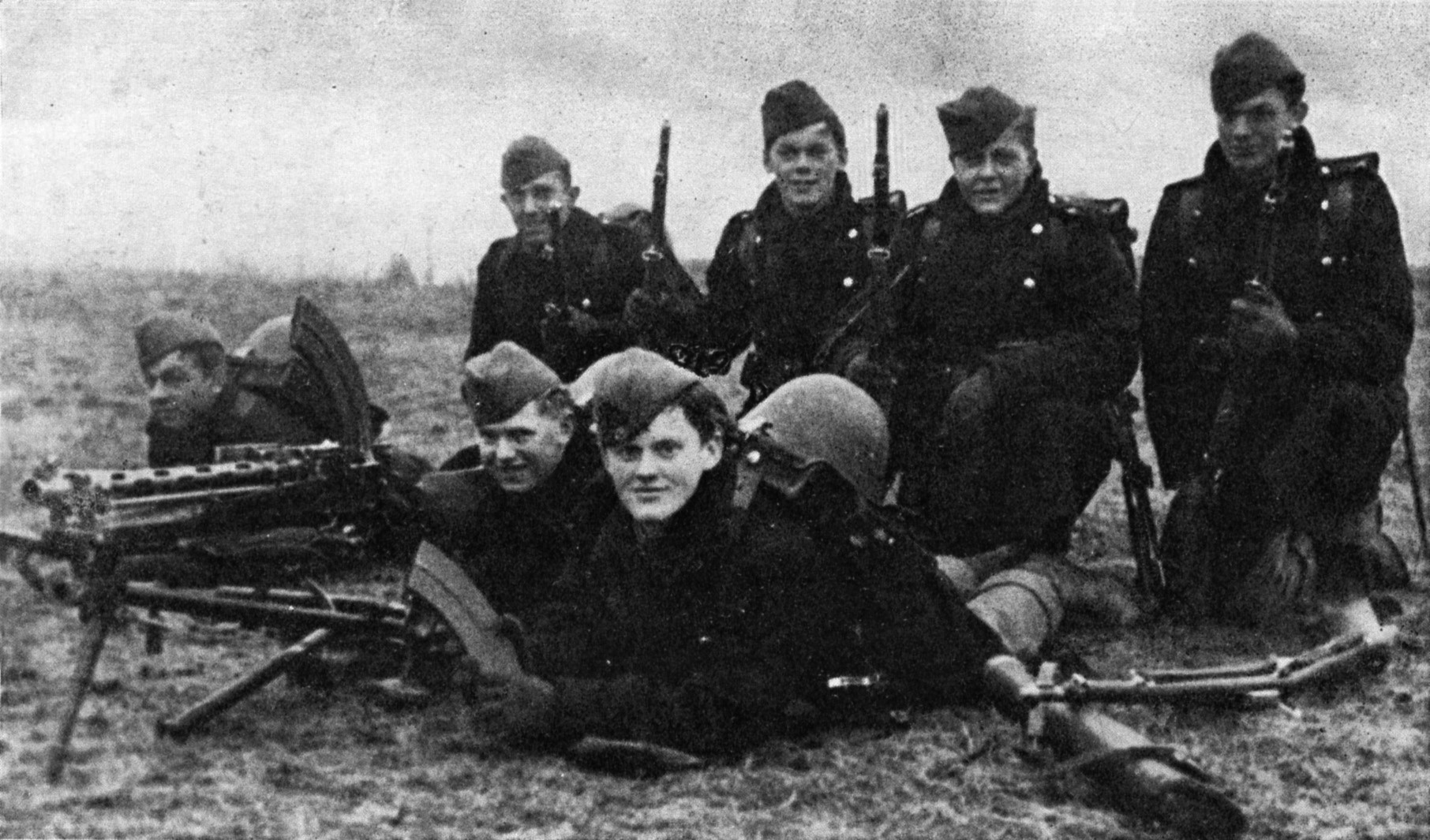
Duńscy żołnierze o poranku 9 kwietnia 1940, przed niemieckim atakiem. Dwóch z nich zginęło tego dnia w walce

Od 8 kwietnia 1940 od godz. 13:30 duńskie oddziały wojskowe rozmieszczone w południowej Jutlandii na granicy z III Rzeszą znajdowały się w stanie alarmowym. IV i III bataliony piechoty były podzielone na poszczególne oddziały, które obsadzały nadgraniczne miejscowości. By nie prowokować Niemców dowództwo duńskiej armii zabroniło wykonywania jakichkolwiek prac fortyfikacyjnych i kopania okopów. 9 kwietnia o godz. 4:17 ogłoszono alarm bojowy i o 4:35 pododdziały IV batalionu opuściły koszary, zajmując swoje pozycje obronne.

## Przebieg walk

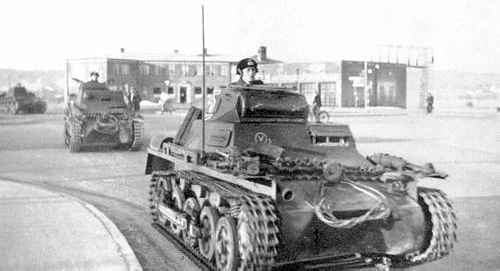
Niemieckie czołgi PzKpfw I wjeżdżają do Aabenraa, 9 kwietnia 1940

### Oddziały Korsko i Bredevad
Oddział Bredevad obsadził pozycje o godz. 6:30 pod miejscowością Bredevad, kilka minut po przekroczeniu granicy przez wojska niemieckie. Działko 20 mm otworzyło ogień do grupy samochodów pancernych i motocyklistów, zbliżających się od południa, uszkadzając 1 samochód pancerny. Niemiecka piechota rozwinęła się do ataku, wspierana przez pozostałe 3 samochody pancerne. Doszło do dużej wymiany ognia, w wyniku czego obie strony miały zabitych i rannych (2 zabitych duńskich żołnierzy i 5 rannych), a dodatkowo Duńczycy wyeliminowali 2 następne wozy pancerne. O godz. 7:15 duża niemiecka kolumna zmotoryzowana dotarła z miejscowości Tinglev do Bredevad, co doprowadziło do poddania się piechoty duńskiej. Została ona natychmiast rozbrojona.
Oddział Korsko zajmował od godz. 6:45 pozycje obronne w miejscowości Rabsted. Od 2 schwytanych żołnierzy niemieckich dowiedziano się, że nieprzyjacielski oddział zmotoryzowany posuwa się z kierunku od Korsko, zaś Bredevad zostało zajęte. W tej sytuacji Duńczycy postanowili wycofać się pobocznymi drogami na północny wschód. Po dotarciu do Hellevad dostali wiadomość o ogłoszeniu zawieszenia broni.

### Oddziały Gaardeby, Perbøl, Oksekær, Vilsbæk i Kliplev

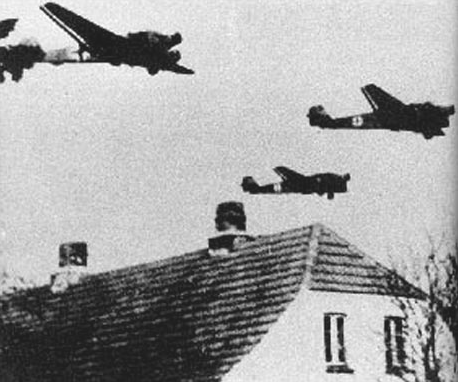
Niemieckie samoloty transportowe Junkers Ju 52 nad Danią, 9 kwietnia 1940

Oddziały te pochodziły z 3 kompanii piechoty IV batalionu. Wyruszyły one z koszar w miejscowości Kliplev, osiągając swoje pozycje przed nadejściem Niemców. Jednakże jedynie Oddział Gaardeby wziął udział w walce. O godz. 4:45 obsadził pozycje obronne, stawiając blokadę drogową z różnych sprzętów znalezionych na pobliskiej farmie rolniczej. Niedaleko utworzono stanowisko działka 20 mm. Obserwowały to załogi 2 niemieckich samochodów pancernych, ale stały zbyt daleko, aby można było do nich otworzyć ogień. Wkrótce potem pojawiło się więcej nieprzyjacielskich pancerek, które zbliżyły się. Duńskie działko uzyskało kilka trafień. Jednakże przed atakiem niemieckim Duńczycy dostali rozkaz odwrotu na północ.

### Oddział Lundtoftebjærg
O godz. 4:50 pod miejscowością Lundtoftebjærg pozycję zajęli żołnierze z plutonów motocyklowego i ppanc. wyposażeni w 2 działka 20 mm. Otworzyły one ogień do podchodzących Niemców, uszkadzając 2 samochody pancerne. Natomiast motocykliści zostali ostrzelani z lekkich karabinów maszynowych. Krótko po godz. 5 niemieckie oddziały rozpoczęły atak, wspierane przez nierozpoznane pojazdy. W tej sytuacji Duńczycy wycofali się w kierunku Aabenraa. Pluton motocyklowy obsadził most kolejowy, natomiast pluton ppanc. zajął pozycje ok. 1,5 km dalej na północ. Niemcy wkrótce doszli do mostu, ostrzeliwując duńskich żołnierzy ogniem karabinów maszynowych z pancerek. Atak z niskiego pułapu przeprowadziły też niemieckie samoloty. W rezultacie jedna sekcja Duńczyków została wzięta do niewoli, ale dowódcy plutonu i pozostałym sekcjom udało się wycofać. Ogółem zginął 1 Duńczyk, a drugi został ranny.

### Oddział Kværs
O godz. 5:05 na południe od miejscowości Kværs dotarli żołnierze dwóch plutonów 2 kompanii i rozpoczęli kopanie okopów. Wkrótce potem znaleźli się pod ciężkim ogniem ze strony Lundtoftebjærg, a także zaatakowały ich nisko lecące samoloty nieprzyjacielskie. Do godz. 8 nie pojawiły się żadne niemieckie oddziały, dopiero wówczas podjechał samochód pancerny. Duńczycy poddali się i zostali rozbrojeni.

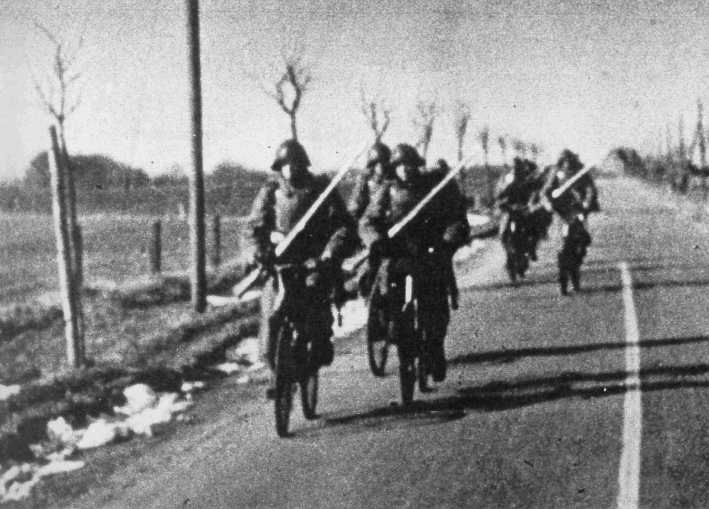
Duńscy żołnierze na rowerach, 9 kwietnia 1940

### Oddziały Hokkerup i Rønshoved
W miejscowości Hokkerup duńscy żołnierze zbudowali na drodze blokadę, a następnie obsadzili ją. Ich siły składały się z dwóch sekcji rowerowych z 3 plutonu oraz sekcji działka 20 mm i sekcji lkm z 2 plutonu (ogółem ok. 30 ludzi) pod dowództwem por. H. J. Højersleva. O godz. 5:30 zaatakował ich niemiecki samochód pancerny wraz z oddziałem motocyklistów. W odpowiedzi ogień otworzyło działko 20 mm, trafiając samochód pancerny. Niemcy ponowili uderzenie ze wsparciem działa 37 mm. Zostało ono jednak szybko unieruchomione 2 trafieniami duńskiego działka. Pozycje duńskie zaatakowały także nisko lecące samoloty nieprzyjacielskie. Ogółem 2 Duńczyków zostało zabitych, a 3 rannych. W rezultacie o godz. 6:15 Oddział Hokkerup poddał się i został rozbrojony.
Natomiast Oddział Rønshoved zaatakowały z niskiego pułapu niemieckie samoloty myśliwskie, zanim jeszcze zdążył zająć swoje pozycje. Po otrzymaniu informacji o poddaniu się Oddziału Hokkerup zawrócił w kierunku Sønderborg, do którego dotarł o godz. 10:15.

### Oddział Bjærgskov
Około godz. 5:00 pozycje obronne w lesie pod miejscowością Bjærgskov zajęły 2 plutony rowerowe i pluton motocyklowy z działkami 20 mm i karabinami maszynowymi, stanowiące rezerwę IV batalionu. O godz. 6:30 zbliżyły się do nich niemieckie samochody pancerne, ostrzelane następnie przez duńskie działka. Jeden samochód pancerny został uszkodzony, ale Niemcy zdołali też zniszczyć 1 działko, przy którym zginął duński żołnierz. Duńczycy zostali zmuszeni do wycofania się w głąb lasu, gdzie otoczyły ich niemieckie samochody pancerne i czołgi, gdzie zostali zmuszeni do poddania się. Straty Duńczyków wyniosły dodatkowo 3 rannych.

### Walki w rejonie Aabenraa

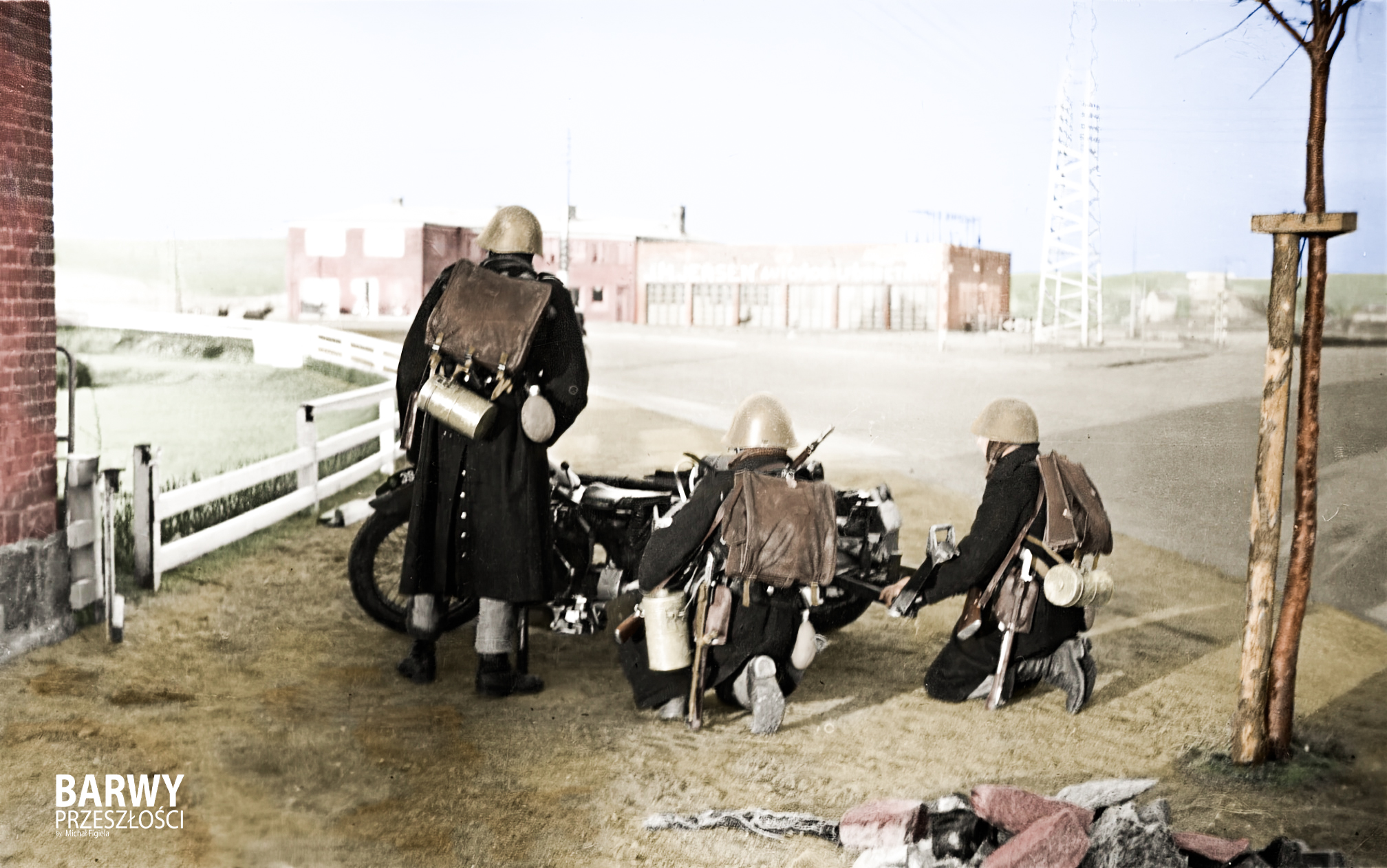
Duńscy żołnierze z działkiem 20 mm w Aabenraa, 9 kwietnia 1940

O godz. 5:40 duńskie dowództwo skierowało do miejscowości Sdr. Hostrup (leżącego 4 km na południe od Aabenraa) pluton rowerowy z 2 kompanii. Tam został on ostrzelany przez nisko lecące niemieckie samoloty myśliwskie, tracąc 1 zabitego i 3 rannych. Po zajęciu pozycji obronnych Duńczycy usłyszeli ogień z karabinów maszynowych. Wyglądało to na początek nieprzyjacielskiego ataku, wobec czego pluton wycofał się przez Aaabenraa w kierunku miejscowości Knivsbjerg.
W tym czasie na południowych przedmieściach Aaabenraa pozycje zajmował pluton ppanc. z Oddziału Lundtoftebjærg. Wkrótce zauważono kolumnę ok. 15 niemieckich pojazdów poruszającą się autostradą w kierunku miasta. Duńczycy otworzyli do nich ogień z działek 20 mm, trafiając czołowy pojazd, a następnie kolejne wozy w kolumnie. Niemcy zaczęli się odstrzeliwać i duńscy żołnierze wycofali się w kierunku na Knivsbjerg, gdzie spotkali się z plutonem rowerowym.
Duńskie dowództwo rozkazało obu plutonom pomaszerować do Haderslev, aby zająć pozycje w północnej części miasteczka. Jednakże z powodu dużej ilości ludności cywilnej nie były w stanie wykonać tego rozkazu. W rezultacie zdążyły nadjechać niemieckie czołgi i Duńczycy poddali się.

### Walki w Tønder
Wojska duńskie w miejscowości Tønder składały się ze słuchaczy Szkoły Podoficerskiej Fodfolkspionerkommandoet (pluton działek 20 mm i pluton rowerowy) i 4 kompanii z 1 Fodfolkspionerbataljon (4 pluton, każdy wyposażony w 4 lkm). O godz. 4:30 został ogłoszony alarm bojowy, ale zanim zdążono go wykonać, przy bramie budynku szkoły pojawiły się 2 niemieckie samochody pancerne. Duńczycy wydostali się tylnym wyjściem, wycofując się na północ.
Natomiast 4 kompania zajęła pozycje obronne w miejscowości Tyvse, gdzie dotarła do niej informacja o ogłoszeniu zawieszenia broni. W tej sytuacji przemaszerowała do Draved Skov, gdzie poddała się.

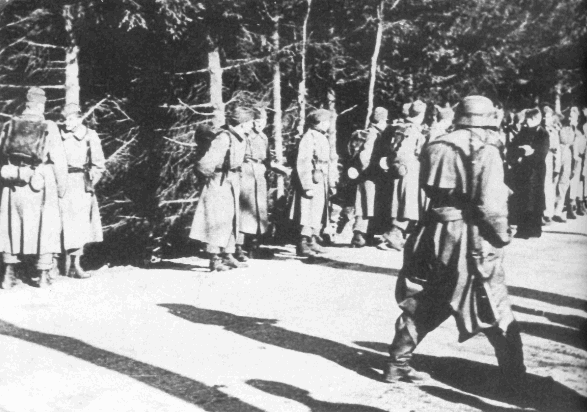
Duńscy jeńcy wojenni, 9 kwietnia 1940

### Dalsze walki słuchaczy Szkoły Podoficerskiej
Oba plutony ze Szkoły Podoficerskiej Fodfolkspionerkommandoet kierowały się w kierunku miejscowości Bredebro. Po drodze stawiały blokady drogowe, aby powstrzymać marsz Niemców. Pierwsza przeszkoda została zbudowana w Abild, z obsadą 1 działka 20 mm i sekcją rowerową. Jednakże po pojawieniu się nieprzyjacielskich samochodów pancernych i motocyklistów Duńczycy wycofali się. Po drodze byli atakowani z niskiego pułapu przez niemieckie samoloty myśliwskie. Kolejna blokada powstała w Sølsted, osłaniana przez drugie działko 20 mm. Kiedy podjechały niemieckie samochody pancerne, jeden z nich otrzymał trafienie i zjechał na pobocze. Inny wóz pancerny także został trafiony, ale mógł nadal strzelać z karabinu maszynowego. W tej sytuacji duńscy żołnierze ponownie przeprowadzili odwrót, dochodząc do Bredebro, gdzie pobudowali kilka zapór drogowych. Jednakże wkrótce potem do miasta wjechała duża niemiecka kolumna zmotoryzowana. Po krótkiej wymianie ognia duńscy żołnierze poddali się.

### Walki w Haderslev
Miasteczko Haderslev obsadzały oddziały III batalionu (4 kompania uzbrojona w 10 lkm, 5 ciężka kompania z 4 ckm i 2 średnimi moździerzami), pułkowa kompania ppanc. uzbrojona w 4 działka 37 mm i 4 działka 20 mm oraz 1 bateria 8 Batalionu Artylerii z działami polowymi 75 mm. Ogółem liczyły one ok. 400 ludzi. O godz. 4:15 zarządzono alarm bojowy. Oddziały zajęły pozycje obronne w południowej części miasteczka, blokując 2 drogi prowadzące na północ. Artyleria rozłożyła się natomiast na północnym przedmieściu. Jeden pluton z 4 kompanii skierowano do zabezpieczenia transportu, zaś ok. 30 żołnierzy pełniło wartę przy koszarach. Około godz. 7:30 pojawiła się niemiecka kolumna zmotoryzowana poprzedzana przez czołgi. Otworzyły do nich ogień działka ppanc. 5 kompanii, trafiając czołowe czołgi. Reszta wozów pancernych odpowiedziała strzałami, rozbijając jedno duńskie działko, przy którym zginęło 2 Duńczyków, a 3 zostało rannych. Dalszy ogień prowadziły kolejne działka i karabiny maszynowe. O godz. 8 nadeszła wiadomość o ogłoszeniu zawieszenia broni, w związku z czym dowódca garnizonu, płk A. Hartz, podpisał kapitulację swoich sił. Niemcy oczyścili drogi, ale kiedy zbliżali się do koszar, doszło jeszcze do krótkotrwałej wymiany ognia. Walki zakończyły się ostatecznie o godz. 8:15. Straty duńskie powiększyły się o 2 zabitych i 2 rannych.

### Działania baterii artylerii

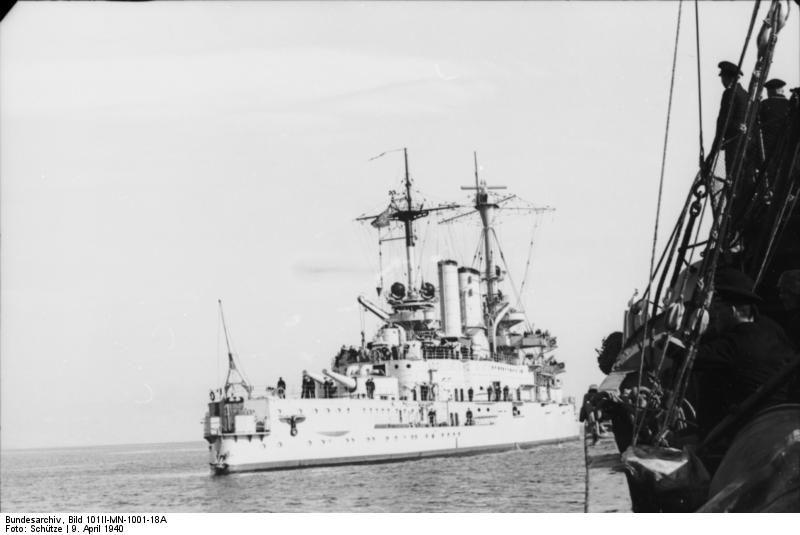
Okręt „Schleswig-Holstein” podczas inwazji na Danię, 9 kwietnia 1940

O godz. 4:30 bateria otrzymała rozkaz przemaszerowania do południowej części Haderslev. Jednakże było to niemożliwe z powodu zajmowania tamtejszych pozycji przez piechotę. Wobec tego nowe rozkazy nakazywały przenieść się baterii na północ od miasteczka i wspierać ogniem dział oddziały wycofujące się z Haderslev. Z powodu dużej mgły dowódca baterii zamierzał zmienić pozycje, aby móc prowadzić dobrą obserwację. W tym czasie przybył oficer przydzielony do piechoty z informacją o zawieszeniu broni. Dowódca baterii rozkazał wycofanie się w kierunku północnym w celu dotarcia do duńskich wojsk znajdujących się w Vejle. O godz. 9:30 dołączono do reszty sił 8 Batalionu Artylerii, stacjonujących w miejscowości Højen, gdzie poddano się Niemcom.

### Działania artylerii przeciwlotniczej w południowej Jutlandii
Na obszarze południowej Jutlandii stacjonowały trzy baterie 14 Batalionu Artylerii Przeciwlotniczej, z których dwie wzięły udział w walkach, zwalczając niemieckie samoloty. W miejscowości Esbjerg działo plot. 75 mm uzyskało trafienie, zaś w Løgumkloster działko plot. 20 mm uzyskało prawdopodobne trafienie. Natomiast trzecia bateria, znajdująca się w Rødekro, wysłała jedynie 2 patrole dział plot. w celu ochrony odwrotu duńskich oddziałów na północ.

## Podsumowanie
Opór duńskich wojsk stanowił dla Niemców bardzo duże zaskoczenie, gdyż Naczelne Dowództwo Wehrmachtu (OKW) nie spodziewało się żadnych walk. Z tego względu oddziały niemieckie przekraczające granicę z Danią nie były odpowiednio taktycznie przygotowane i zorganizowane. Największe wrażenie na Niemcach wywarła obrona miasteczka Haderslev, gdzie ponieśli największe straty podczas wszystkich walk.
Decydujące znaczenie miało zresztą lądowanie Niemców w Kopenhadze. Działania duńskich wojsk wynikały przede wszystkim z braku łączności ze zwierzchnikami, a gdy ją nawiązano – zaprzestano stawiać opór. Nie miał on nawet znaczenia symbolicznego, gdyż świat o nim – po prostu – nie wiedział. Aż do lat 90. XX wieku informacje o walkach tych nie były dostępne w językach innych niż skandynawskie.